# Бопон
Бопо́н (фр. Beaupont) — коммуна во Франции, находится в регионе Рона — Альпы. Департамент — Эн. Входит в состав кантона Колиньи. Округ коммуны — Бурк-ан-Брес.
Код INSEE коммуны — 01029.

## География
Коммуна расположена приблизительно в 350 км к юго-востоку от Парижа, в 80 км северо-восточнее Лиона, в 24 км к северу от Бурк-ан-Бреса.
По территории коммуны протекают реки Сольнан и Севрон.

## Климат
Климат полуконтинентальный с холодной зимой и тёплым летом. Дожди бывают нечасто, в основном летом.

## Население
Население коммуны на 2010 год составляло 624 человека.
| 1962 | 1968 | 1975 | 1982 | 1990 | 1999 | 2010 |
| ---- | ---- | ---- | ---- | ---- | ---- | ---- |
| 678  | 575  | 515  | 415  | 422  | 492  | 624  |

## Экономика
В 2010 году среди 398 человек трудоспособного возраста (15—64 лет) 271 были экономически активными, 127 — неактивными (показатель активности — 68,1 %, в 1999 году было 57,1 %). Из 271 активных жителей работали 252 человека (141 мужчина и 111 женщин), безработных было 19 (8 мужчин и 11 женщин). Среди 127 неактивных 15 человек были учениками или студентами, 25 — пенсионерами, 87 были неактивными по другим причинам.

## Достопримечательности
- Ферма Беве. Исторический памятник с 1944 года[4]